# Quatuor à cordes no 9 de Beethoven
Op. 59 « Razumovsky » : no 3
Pour les articles homonymes, voir Quatuor à cordes no 9.
Le Quatuor à cordes no 9 en do majeur, opus 59 no 3, de Ludwig van Beethoven, est composé en 1806 et publié en janvier 1808. Il est le dernier des trois quatuors dédiés au prince Andreï Razoumovski, dont il porte le nom

## Présentation de l'œuvre

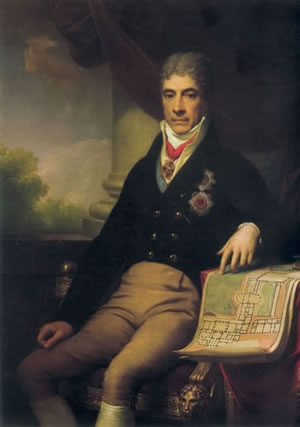
Portrait du comte Andreï Razoumovski par J.B. Lampi

Ce quatuor est composé au cours de la très fertile année 1806 qui voit également la composition des deux autres quatuors du même opus (no 7 et no 8) ; du Quatrième Concerto pour piano ; de la Quatrième Symphonie et du Concerto pour violon. Il est créé par le quatuor de Schuppanzigh l'année suivante.
L'édition originale est réalisée à Vienne par le Bureau d'Art et d’Industrie entre l'été 1807 et janvier 1808. Le titre est en français : « Trois Quatuors pour deux violons, Alto et Violoncello. Composés par L.v.Beethoven ». La dédicace à son excellence Monsieur le comte de « Rasoumoffsky » est gravée après la page de titre.
Beethoven est particulièrement fier de ces trois quatuors de l'opus 59. C'est le seul des trois quatuors Razumovsky à avoir été accueilli favorablement par la critique : « Il doit plaire à tout esprit cultivé par sa mélodie originale et sa puissance harmonieuse », écrit un critique de l’Allgemeine musikalische Zeitung. Incontestablement, Beethoven délivre là une démonstration de sa maturité dans l'écriture pour le quatuor.
Le quatuor en do majeur est le plus puissant et le plus enjoué des Razumovsky. Il est aussi le seul à ne pas contenir de thème russe. Après une mystérieuse introduction qui frôle parfois l'atonalité, l'Allegro vivace du premier mouvement se développe dans une joie exubérante. Le second mouvement est le plus tendu et le plus méditatif. Le finale, dans un style fugué, offre à l'œuvre une conclusion véritablement déchaînée.
Il comporte quatre mouvements (les deux derniers étant enchaînés) : 
1. Andante con moto, à 
 — Allegro vivace, à , en ut majeur
2. Andante con moto quasi allegretto, à 
, en la mineur
3. Menuetto Grazioso, à 
, en ut majeur
4. Allegro molto, à , en ut majeur

Sa durée d’exécution est d'environ 30 minutes.

## Repères discographiques
- Quatuor Busch, 1942 (Sony)[10]
- Quatuor Fine Arts, 1965 (Concert Disc)
- Quatuor Végh, 1974 (Auvidis-Valois)[11]
- Quatuor Alban Berg, 1979 (EMI)[12],[13]
- Quatuor Talich, 1980 (Calliope)[14]
- Quatuor Takács, 2002 (Decca)[15]
- Quatuor Artemis, 2010 (Virgin Classics)[16]
- Quatuor Belcea, 2012 (Zig-Zag Territoires)
- Quatuor Ébène, 2020 (Erato), enregistrement en concert à Tokyo (16 juillet 2019)